# Trans-Afrikaanse weg 7
De Trans-Afrikaanse weg 7 (Engels: Trans-African Highway 7) of Trans-West African Coastal Road is volgens het Trans-Afrikaanse wegennetwerk de route tussen Dakar en Lagos. De route volgt de kustlijn van de Atlantische Oceaan in West-Afrika en heeft een lengte van 4.010 kilometer.

## Route
De weg begint in Dakar, de hoofdstad van Senegal. Daarna loopt de weg naar het zuidoosten, richting de grens met Soedan. De weg loopt daarna de kustlijn in de landen Gambia, Guinee-Bissau, Guinee, Sierra Leone en Liberia. Vanaf Monrovia loopt de weg door het binnenland naar Ivoorkust en vanaf Abidjan volgt de weg de kustlijn weer. De weg loopt verder door de landen Ghana, Togo en Benin en eindigt in de Nigeriaanse hoofdstad Lagos.

## Nationale wegnummers
De Trans-Afrikaanse weg 7 loopt over de volgende nationale wegnummers, van west naar oost:
| Nummer            | Tracé                   |
| Senegal           | Senegal                 |
| ----------------- | ----------------------- |
| N1                | Dakar - Kaolack         |
| N5                | Kaolack - Gambia        |
| Gambia            |                         |
| Geen wegnummering |                         |
| Senegal           |                         |
| N5                | Gambia - Bignona        |
| N4                | Bignona - Guinee-Bissau |
| Guinee-Bissau     |                         |
| Geen wegnummering |                         |
| Guinee            |                         |
| N3                | Guinee-Bissau - Conakry |
| N4                | Conakry - Sierra Leone  |
| Sierra Leone      |                         |
| Geen wegnummering |                         |
| Liberia           |                         |
| Geen wegnummering |                         |
| Ivoorkust         |                         |
| ?                 | Liberia - Toulépleu     |
| A701              | Toulépleu - Guiglo      |
| A7                | Guiglo - Duékoué        |
| A6                | Duékoué - Yamoussoukro  |
| A3                | Yamoussoukro - Abidjan  |
| A100              | Abidjan - Ghana         |
| Ghana             |                         |
| N1                | Ivoorkust - Togo        |
| Togo              |                         |
| N2                | Ghana - Benin           |
| Benin             |                         |
| RNIE1             | Togo - Nigeria          |
| Nigeria           |                         |
| A51               | Benin - Ifako-Ijaiye    |
| A5                | Ifako-Ijaiye - Lagos    |

1 · 
2 · 
3 · 
4 · 
5 · 
6 · 
7 · 
8 · 
9